# Frömmstedt
Frömmstedt är en ortsteil i kommunen Kindelbrück i Landkreis Sömmerda i förbundslandet Thüringen i Tyskland. Frömmstedt var en kommun fram till den 1 januari 2019 när den uppgick i Kindelbrück. Kommunen Frömmstedt hade 500 invånare 2018.